# Сако, Фалайе
Фалайе Сако (фр. Falaye Sacko; род. 1 мая 1995, Бамако) — малийский футболист, защитник клуба «Нефтчи» и сборной Мали.

## Клубная карьера
Сако — воспитанник клубов «Медин Бамако» и «Джолиба». В 2014 году дебютировал за основной состав. В 2015 году перешёл в венгерский «Уйпешт» и сразу же был отдан в аренду в бельгийский «Сент-Трюйден». В матче Кубка Бельгии против «Бохольта» дебютировал за основной состав. В начале 2016 года перешёл в португальский «Витория Гимарайнш», где для получения игровой практики начал выступать за дублирующий состав. 17 февраля в матче против столичного «Атлетико» дебютировал в Сегунда лиге за дублёров. 
31 марта 2017 года в матче против «Насьонал Фуншал» дебютировал в Сангриш лиге за основной состав. 
22 августа 2021 года в поединке против «Визела» Фалайе забил первый гол за «Виторию Гимарайнш».
В начале 2022 года Сако на правах аренды перешёл во французский «Сент-Этьен». 5 февраля в матче против «Монпелье» дебютировал в Лиге 1.
10 августа 2025 года перешёл в «Нефтчи».

## Международная карьера
В 2015 году Сако всоставе молодёжной сборной завоевал бронзовые медали молодёжного чемпионата мира в Новой Зеландии. На турнире он сыграл в матчах против команд Уругвая, Ганы, Германии, Сенегала и дважды Сербии.
23 марта 2018 года в товарищеском матче против сборной Японии Сако дебютировал за сборную Мали. В том же году Фалайе принял участие в Кубке Африки в Египте. На турнире он сыграл в матче против сборной Анголы. 16 июня 2019 года в поединке против сборной Алжира он забил свой первый гол за национальную команду.
В начале 2022 года в Сако во второй раз принял участие в Кубке Африки в Камеруне. На турнире он сыграл в матчах против сборных Туниса, Гамбии, Мавритании и Экваториальной Гвинеи.

### Голы за сборную Мали
| #   | Дата         | Место                                                | Противник | Счёт | Результат | Соревнование      |
| --- | ------------ | ---------------------------------------------------- | --------- | ---- | --------- | ----------------- |
| 01. | 16 июня 2019 | Стадион имени шейха Джассима бин Хамада, Доха, Катар | Алжир     | 2:1  | 2:3       | Товарищеский матч |